# Boraceomyia borinquensis
Boraceomyia borinquensis är en tvåvingeart som först beskrevs av Lane 1951.  Boraceomyia borinquensis ingår i släktet Boraceomyia och familjen svampmyggor.
Artens utbredningsområde är Costa Rica. Inga underarter finns listade i Catalogue of Life.